# Plagionotus christophi
Plagionotus christophi là một loài bọ cánh cứng trong họ Cerambycidae.